# Turbicellepora americana
Turbicellepora americana är en mossdjursart som först beskrevs av Osburn 1912.  Turbicellepora americana ingår i släktet Turbicellepora och familjen Celleporidae. Inga underarter finns listade i Catalogue of Life.